# Pierre-Gaston d'Orléans-Bragance
Pour les articles homonymes, voir Pierre d'Orléans-Bragance (homonymie).
Succession
Prétendant au trône du Brésil
1946 – 27 décembre 2007
Pierre-Gaston d’Orléans-Bragance (en portugais : Pedro de Alcântara Gastão de Orleans e Bragança), prince d'Orléans-Bragance, est né le 19 février 1913, au château d'Eu, en Normandie, en France, et est décédé le 27 décembre 2007 à Villamanrique de la Condesa, dans la province de Séville, en Espagne. Il était chef de la branche de Petrópolis de la maison d'Orléans-Bragance et, en tant que tel, il est considéré, pour une partie des monarchistes brésiliens, « Pedro IV », empereur du Brésil.

## Famille
Pierre-Gaston d’Orléans-Bragance est le fils aîné et le second enfant de Pierre d'Orléans-Bragance (1875-1940) et de son épouse la comtesse tchèque Elisabeth Dobrzensky de Dobrzenicz (1875-1951).
Pierre-Gaston est donc, entre autres, le frère d'Isabelle d'Orléans-Bragance (1911-2003), comtesse de Paris, et de Françoise d'Orléans-Bragance (1914-1968), duchesse de Bragance.
En 1944, Pierre-Gaston d’Orléans-Bragance épouse, à Séville, María de la Esperanza de Borbón-Dos Sicilias (1914-2005), princesse des Deux-Siciles et sœur de María de las Mercedes de Borbón-Dos Sicilias (1910-2000), comtesse de Barcelone. 
De cette union naissent six enfants :
- Pedro Carlos d'Orléans-Bragance (né en 1945), prince d'Orléans-Bragance, qui épouse, en 1975, Rony Kuhn de Souza (1938-1979). Veuf, celui-ci épouse, en deuxièmes noces, en 1981, Patricia Alexandra Brascombe (1962-2009), puis en troisièmes noces, en 2018, Patrícia Alvim Rodrigues. D'où postérité des deux premiers mariages.
- Maria da Gloria d'Orléans-Bragance (née en 1946), princesse d'Orléans-Bragance, qui épouse, en 1972, le prince Aleksandar Karađorđević (né en 1945), prince héritier de Yougoslavie, et dont elle divorce en 1985. La même année, Maria da Gloria se remarie à Ignacio de Medina y Fernández de Córdoba (né en 1947), duc de Segorbe et Grand d'Espagne. D'où postérité des deux unions.
- Afonso d'Orléans-Bragance (né en 1948), prince d'Orléans-Bragance, qui épouse, en 1973, Maria Parejo y Gurruchaga (née en 1954), et dont il divorce en 1998. La même année, il épouse Silvia-Amelia Senna de Hungria Machado (née en 1953). De sa première union, il a deux enfants :

1. Maria d'Orléans-Bragance, née le 14 janvier 1974 à Séville, qui épouse Walter Santiago Estellano
2. Júlia d'Orléans-Bragance, née le 18 septembre 1977 à Petrópolis.

- Manoel d'Orléans-Bragance (né en 1949), prince d'Orléans-Bragance, qui épouse, en 1977, Margarita Haffner y Lancha (née en 1945), et dont il divorce en 1995. La même année, il épouse Elisa Ariza y Riobóo. De sa première union, il a deux enfants :

1. Luísa Cristina d'Orléans-Bragance, née le 25 juillet 1978 à Séville
2. Manoel Afonso d'Orléans-Bragance, né le 7 mars 1981 à Séville, qui épouse en 2018 Cássia Letícia Ferreira Kerpel (née en 1982).

- Cristina d'Orléans-Bragance (1950-2025), princesse d'Orléans-Bragance, qui se marie, en 1980 au prince Jan Paul Sapieha-Rozanski (1935-1992), et dont elle divorce en 1992. D'où postérité. En secondes noces, elle épouse José Carlos Calmon de Brito, dont elle divorce en 1995.
- François Humbert d'Orléans-Bragance (né en 1956), prince d'Orléans-Bragance, qui épouse, en premières noces, en 1978, Christina Schmidt Peçanha (née en 1953), puis, en secondes noces, en 1980, Rita de Cássia Pires (née en 1961). D'où :

1. Francisco Teodoro d'Orléans-Bragance, né le 25 septembre 1979 à Petrópolis, qui épouse Mathieu Nyssens
2. Gabriel d'Orléans-Bragance, né en 1989 à Petrópolis
3. Manuela d'Orléans-Bragance, née en 1997 à Petrópolis, qui épouse en 2024 Henry Grossi Kappaun (né en 1992).

## Biographie

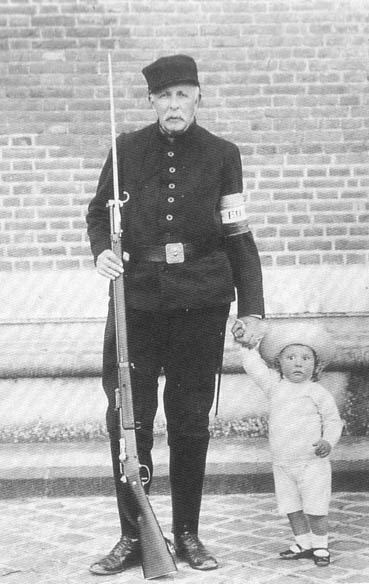
Pierre-Gaston d'Orléans-Bragance et son grand-père Gaston, comte d'Eu.

De fait, il visite pour la première fois le Brésil à l'âge de 7 ans, en 1920, lorsque la loi d'exil  touchant sa famille est abrogée par le président Epitácio Pessoa. Par la suite, Pierre-Gaston revient dans son pays en 1922, à l'occasion de la fête du centenaire de l'indépendance du Brésil. 
Il réalise ensuite la plus grande partie de ses études en Europe. Mais, en 1936, il participe avec sa sœur Francisca à l'expédition qu'organise son père dans le Mato Grosso pour entrer en contact avec les peuplades indigènes et découvrir les régions encore sauvages de son pays.  
À partir de la Seconde Guerre mondiale, Pierre-Gaston d’Orléans-Bragance et sa famille quittent définitivement la France et retournent vivre au Brésil. Et même si c'est en Espagne qu'il épouse Esperanza de Borbón en 1944, il retourne par la suite vivre dans le pays dont il s'estime être l'« héritier du trône ».
En 1945, le prince Pierre-Gaston renonce à ses droits au titre de duc de Bragance[réf. nécessaire] afin de conforter la position d'héritiers du trône de Portugal de sa sœur cadette et de l'époux de celle-ci, le prétendant migueliste dom Duarte Nuno de Bragance.
Jusqu'à la fin des années 1990, Pierre-Gaston d’Orléans-Bragance dirige la Compagnie immobilière de Petrópolis, qui gère le patrimoine familial de l'ancienne famille impériale du Brésil. 
Lors du référendum constitutionnel brésilien du 21 avril 1993 (en), le prince Pierre-Gaston est, avec son cousin et rival Luiz de Orléans e Bragança, le principal porte-voix de la restauration monarchiste. Mais, après la victoire des républicains, avec 86,60% des suffrages, il interdit à ses partisans de fonder un parti monarchiste. Il se retire peu après sur la propriété de sa femme à Villamanrique de la Condesa, en Espagne, où il décède fin 2007.

## La question dynastique
Pour une partie des monarchistes brésiliens, Pierre-Gaston d’Orléans-Bragance était le chef de la maison impériale du Brésil,[réf. nécessaire] depuis la mort de son père, Pedro de Alcântara, prince du Grão-Pará, en 1940. Pourtant, ce dernier avait renoncé à ses droits dynastiques en épousant la comtesse Elisabeth Dobrzensky von Dobrzenicz. La comtesse Elisabeth Dobrzensky von Dobrzenicz appartenait à une ancienne famille de la noblesse de Bohême, mais qui n’était pas d’ascendance royale. Bien que le prince Pedro de Alcântara ne soit jamais revenu sur sa renonciation, le prince Pierre-Gaston doutait fortement de la validité juridique de cette renonciation et considérait qu'elle ne s'appliquait qu'à son père et non à ses descendants. 
En 1946, il assume la direction de la Maison Impériale du Brésil avec le prédicat d'Altesse impériale et royale et la Grande Maîtrise des ordres impériaux de Dom Pedro I, de la Croix du Brésil et de la Rose, en rupture avec la renonciation de son père.
Dans une interview au journal brésilien Diário da Noite (pt), en 1936, il affirma :
« Quand, il y a de nombreuses années, j'ai renoncé au trône impérial – a dit S.A. – en faveur de mon frère le prince dom Luiz, je l'ai fait seulement à titre personnel, sans me conformer aux prescriptions des lois brésiliennes, sans consulter préalablement la nation, sans les protocoles nécessaires qui précèdent les actes de cette nature. En outre, ce ne fut pas une renonciation héréditaire. Plus tard, en m’entretenant en Europe, et au cours de mes voyages au Brésil, avec quelques monarchistes, j’ai constaté que ma renonciation n’était pas valide pour de nombreux motifs, en plus de ceux que je viens de citer. Le conseiller João Alfredo, qui detenait une copie authentique de ma renonciation, m’a donné aussi le même avis » ; et il ajouta : « Toutefois, si la restauration monarchique se confirme, il appartient à notre noble peuple de choisir qui doit diriger ses destinées : si c'est moi, qui ai la dévolution héréditaire du trône impérial, ou si c'est mon neveu dom Pedro Henrique, qui détient seulement, avec la mort de mon frère, le prince Luiz, ma renonciation personnelle ».
En 1994, le juriste brésilien Paulo Napoleão Nogueira da Silva a écrit un texte, intitulé « Parecer sobre a Renúncia do Príncipe Dom Pedro d'Alcântara ». Selon Silva, en s'appuyant sur une analyse juridique de la querelle dynastique, le prince Pierre-Gaston était le chef de la maison impériale du Brésil.

## Ascendance
|  |                                                  |  |  |  |  |  |  |  |  |  |  |  |  |
|  | 8. Louis d'Orléans                               |  |  |  |  |  |  |  |  |  |  |  |  |
|  |                                                  |  |  |  |  |  |  |  |  |  |  |  |  |
|  |                                                  |  |  |  |  |  |  |  |  |  |  |  |  |
|  | 4. Gaston d'Orléans                              |  |  |  |  |  |  |  |  |  |  |  |  |
|  |                                                  |  |  |  |  |  |  |  |  |  |  |  |  |
|  |                                                  |  |  |  |  |  |  |  |  |  |  |  |  |
|  | 9. Victoire de Saxe-Cobourg-Gotha                |  |  |  |  |  |  |  |  |  |  |  |  |
|  |                                                  |  |  |  |  |  |  |  |  |  |  |  |  |
|  |                                                  |  |  |  |  |  |  |  |  |  |  |  |  |
|  | 2. Pierre d'Orléans-Bragance                     |  |  |  |  |  |  |  |  |  |  |  |  |
|  |                                                  |  |  |  |  |  |  |  |  |  |  |  |  |
|  |                                                  |  |  |  |  |  |  |  |  |  |  |  |  |
|  | 10. Pierre II du Brésil                          |  |  |  |  |  |  |  |  |  |  |  |  |
|  |                                                  |  |  |  |  |  |  |  |  |  |  |  |  |
|  |                                                  |  |  |  |  |  |  |  |  |  |  |  |  |
|  | 5. Isabelle du Brésil                            |  |  |  |  |  |  |  |  |  |  |  |  |
|  |                                                  |  |  |  |  |  |  |  |  |  |  |  |  |
|  |                                                  |  |  |  |  |  |  |  |  |  |  |  |  |
|  | 11. Thérèse-Christine de Bourbon-Siciles         |  |  |  |  |  |  |  |  |  |  |  |  |
|  |                                                  |  |  |  |  |  |  |  |  |  |  |  |  |
|  |                                                  |  |  |  |  |  |  |  |  |  |  |  |  |
|  | 1. Pierre-Gaston d'Orléans-Bragance              |  |  |  |  |  |  |  |  |  |  |  |  |
|  |                                                  |  |  |  |  |  |  |  |  |  |  |  |  |
|  |                                                  |  |  |  |  |  |  |  |  |  |  |  |  |
|  | 12. Johann Nepomuk II Dobrženský de Dobrženitz   |  |  |  |  |  |  |  |  |  |  |  |  |
|  |                                                  |  |  |  |  |  |  |  |  |  |  |  |  |
|  |                                                  |  |  |  |  |  |  |  |  |  |  |  |  |
|  | 6. Jean Wenceslas Dobrzensky de Dobrzenicz       |  |  |  |  |  |  |  |  |  |  |  |  |
|  |                                                  |  |  |  |  |  |  |  |  |  |  |  |  |
|  |                                                  |  |  |  |  |  |  |  |  |  |  |  |  |
|  | 13. Marie Friederike Wanczura de Rzehnicz        |  |  |  |  |  |  |  |  |  |  |  |  |
|  |                                                  |  |  |  |  |  |  |  |  |  |  |  |  |
|  |                                                  |  |  |  |  |  |  |  |  |  |  |  |  |
|  | 3. Élisabeth Dobrzensky de Dobrzenicz            |  |  |  |  |  |  |  |  |  |  |  |  |
|  |                                                  |  |  |  |  |  |  |  |  |  |  |  |  |
|  |                                                  |  |  |  |  |  |  |  |  |  |  |  |  |
|  | 14. Josef Kottulinsky de Kottulin et Krzizkowitz |  |  |  |  |  |  |  |  |  |  |  |  |
|  |                                                  |  |  |  |  |  |  |  |  |  |  |  |  |
|  |                                                  |  |  |  |  |  |  |  |  |  |  |  |  |
|  | 7. Élisabeth Kottulinsky de Kottulin             |  |  |  |  |  |  |  |  |  |  |  |  |
|  |                                                  |  |  |  |  |  |  |  |  |  |  |  |  |
|  |                                                  |  |  |  |  |  |  |  |  |  |  |  |  |
|  | 15. Adelheid d'Attems-Heiligenkreuz              |  |  |  |  |  |  |  |  |  |  |  |  |
|  |                                                  |  |  |  |  |  |  |  |  |  |  |  |  |
|  |                                                  |  |  |  |  |  |  |  |  |  |  |  |  |

## Titulature et décorations

### Titulature
Les titres portés par les princes d'Orléans-Bragance n'ont aucune existence juridique au Brésil, ils sont considérés comme des titres de courtoisie accordés par le prétendant au trône :
- 19 février 1913 - 1946[1] : Son Altesse Royale le prince Pierre-Gaston d’Orléans-Bragance (naissance) ;
- 1946[1] - 27 décembre 2007 : Son Altesse Impériale et Royale le prince Pierre-Gaston d’Orléans-Bragance.

### Décorations dynastiques
- Grand-maître de l'ordre de la Croix du Sud (maison d'Orléans et Bragance, 1946)[7]
- Grand-maître de l'ordre de Pierre Ier (maison d'Orléans et Bragance, 1946)[7]
- Grand-maître de l'ordre de la Rose (maison d'Orléans et Bragance, 1946)[7]
- Chevalier de l'illustre ordre royal de Saint-Janvier (maison de Bourbon-Siciles, 1960)[7]
- Bailli grand-croix de justice avec collier de l'ordre sacré et militaire constantinien de Saint-Georges (maison de Bourbon-Siciles)[7]
- Grand-croix de l'ordre du Christ (maison de Bragance)[7]
- Chevalier de la Société royale d'équitation de Séville (royaume d'Espagne)[7]
- Grand-croix de l'ordre du Sauveur (royaume de Grèce)[7]
- Grand-croix d'honneur et de dévotion de l'ordre souverain de Malte (1966)[7]